# Scotopteryx langi
Scotopteryx langi är en fjärilsart som beskrevs av Hugo Theodor Christoph 1885. Scotopteryx langi ingår i släktet backmätare, och familjen mätare. Inga underarter finns listade.